# Synagoga w Rogoźnie
Synagoga w Rogoźnie – synagoga została poświęcona w 1861 przy obecnej ul. Wielkiej Szkolnej. Została zniszczona przez hitlerowców w okresie II wojny światowej.